# 本町 (和光市)
本町（ほんちょう）は、埼玉県和光市の地名。現行行政地名は本町のみ。丁番を持たない単独町名である。郵便番号は351-0114。

## 地理
東武東上線と有楽町線・副都心線の和光市駅もあるなど、和光市の中心部であり、朝霞市にも隣接する。市内の丸山台・広沢・新倉・下新倉と朝霞市の栄町の各地域が隣接する。

## 歴史
- 1970年（昭和45年）10月31日 - 大和町が市制施行に伴い名称変更、和光市となる。また、同日住居表示が実施され、大字新倉の一部から本町が成立する[3]。

## 世帯数と人口
2021（令和3年）4月1日現在の世帯数と人口は以下の通りである。
|      | 人口  | 世帯数 |
| ---- | ----- | ------ |
| 本町 | 8,437 | 4,458  |

## 小・中学校の学区
市立小・中学校に通う場合、学区は以下の通りとなる。
| 番地                | 小学校             | 中学校             |
| ------------------- | ------------------ | ------------------ |
| 1〜4,12〜14,18･19   | 和光市立第三小学校 | 和光市立第二中学校 |
| 5〜11･15〜17･20〜31 | 和光市立本町小学校 | 和光市立第二中学校 |

## 施設
- 和光市駅
- 和光郵便局
- 和光市立本町小学校
- 本田技研工業 和光ビル（通称・和光本社）
- 東京地下鉄和光検車区